# Aéroport international d'Adélaïde
L'aéroport international d'Adélaïde (code IATA : ADL • code OACI : YPAD) est un aéroport domestique et international desservant la ville d'Adélaïde, capitale de l'Australie-Méridionale, état situé au sud de l'Australie.

## Situation
L'aéroport se trouve sur la commune de West Beach et est situé à environ 6 km du centre d'Adélaïde.
| Alice Springs Sydney Melbourne Brisbane Perth Adélaïde Darwin Gold Coast Cairns Hobart Canberra Townsville Launceston Newcastle Mackay Sunshine Coast Port Hedland Ayers Rock-Uluru |

## Statistiques
Le graphique qui aurait dû être présenté ici ne peut pas être affiché car il utilise l'ancienne extension Graph, désactivée pour des questions de sécurité. Des indications pour créer un nouveau graphique avec la nouvelle extension Chart sont disponibles ici.

Voir la requête brute et les sources sur Wikidata.

### Impact de la pandémie de Covid-19
Le graphique qui aurait dû être présenté ici ne peut pas être affiché car il utilise l'ancienne extension Graph, désactivée pour des questions de sécurité. Des indications pour créer un nouveau graphique avec la nouvelle extension Chart sont disponibles ici.

Voir la requête brute et les sources sur Wikidata.

## Compagnie et destinations
| Compagnies                                              | Destinations |
| ------------------------------------------------------- | --- |
| Air New Zealand                                         | Auckland |
| Alliance Airlines                                       | Mining Charter : Ballera (en),, Moomba (en),, Olympic Dam |
| Cathay Pacific                                          | Hong Kong |
| China Southern Airlines                                 | Canton-Baiyun |
| Cobham Aviation Services Australia                      | Port Augusta, |
| Emirates                                                | Dubaï |
| FlyPelican opéré par Alliance Airlines                  | Newcastle (Nouvelle Galles du Sud) |
| Fiji Airways                                            | Nadi |
| Jetstar Airways                                         | Melbourne-Avalon, Brisbane, Cairns, Darwin, Denpasar-Bali, Gold Coast-Coolangatta, Hobart, Melbourne-Tullamarine, Perth, Sunshine Coast (en), Sydney-K. Smith |
| Malaysia Airlines                                       | Kuala Lumpur |
| Pel-Air                                                 | Mining Charter : Mine Jacinth Ambrosia (en) |
| Qantas                                                  | Alice Springs, Ayers Rock , Brisbane, Canberra, Darwin, Melbourne-Tullamarine, Perth, Sydney-K. Smith                                                         |
| QantasLink opéré par Cobham Aviation Services Australia | Brisbane, Perth, Sydney-K. Smith |
| QantasLink opéré par Eastern Australia Airlines         | Kingscote (Kangaroo Island) (en),, Port Lincoln, Whyalla |
| Qatar Airways                                           | Doha-Hamad |
| Regional Express Airlines                               | Broken Hill, Ceduna (en), Coober Pedy (en), Kingscote (Kangaroo Island) (en), Mildura (en), Mount Gambier, Port Augusta, Port Lincoln, Whyalla                |
| Sharp Airlines                                          | Mining Charter : Beverley Uranium Mine, Honeymoon Uranium Mine, Leigh Creek, Moomba (en),                                                                     |

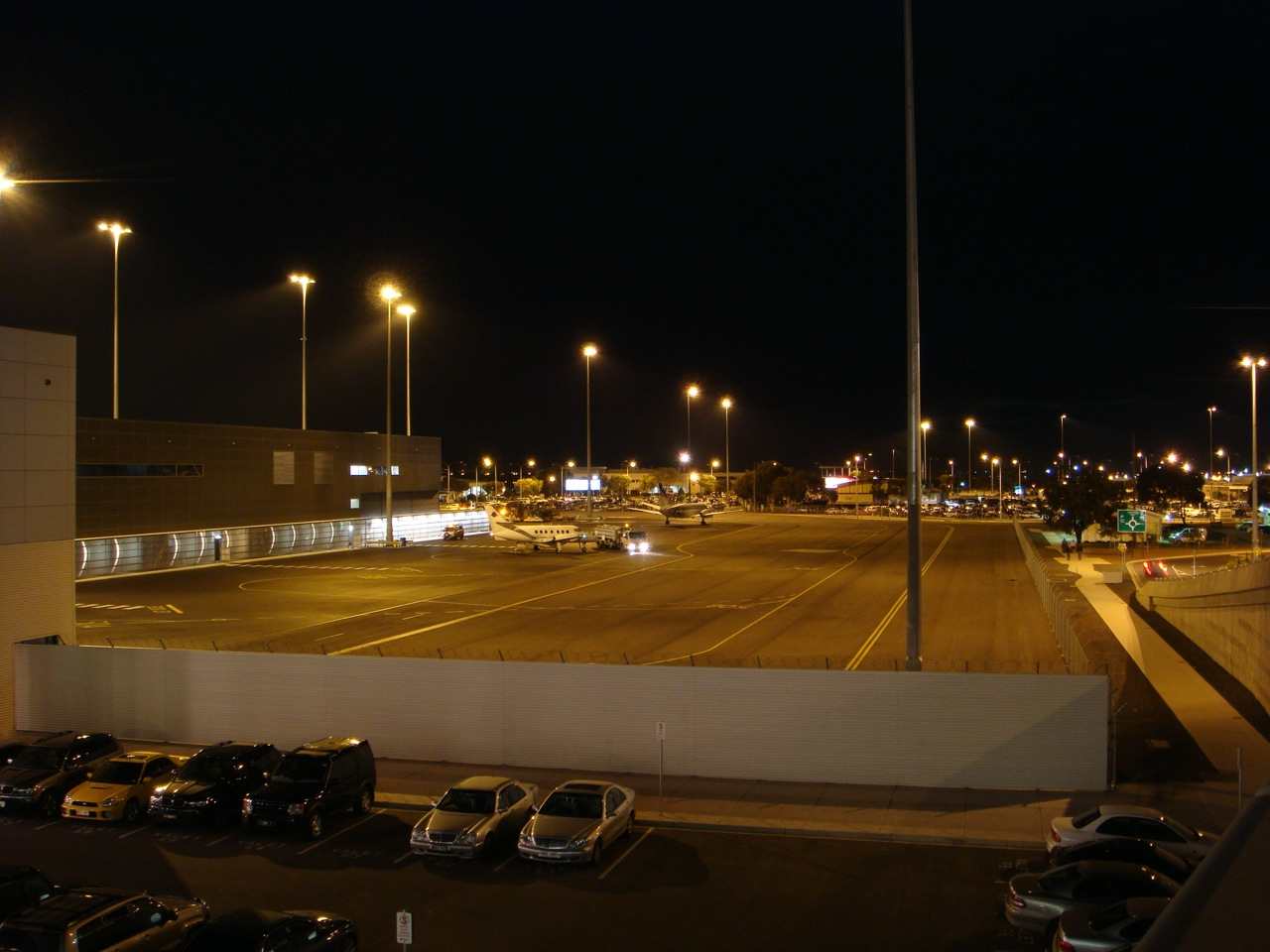
L'aéroport Adelaide en pleine nuit.

| Singapore Airlines                                      | Singapour-Changi |
| Virgin Australia                                        | Alice Springs, Brisbane, Canberra, Darwin, Gold Coast-Coolangatta, Melbourne-Tullamarine, Perth, Sydney-K. Smith                                              |

Édité le 15/08/2019

## Galerie

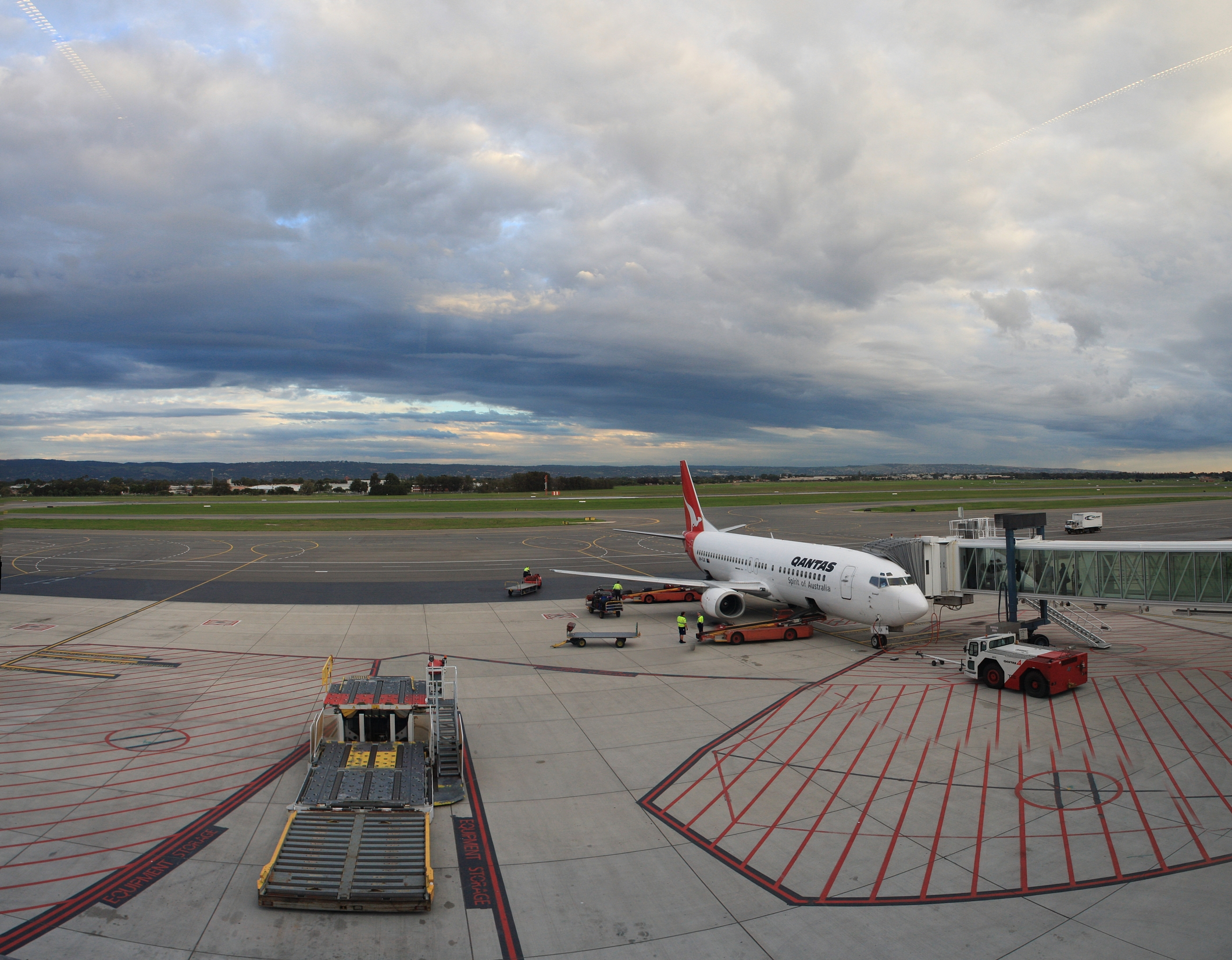
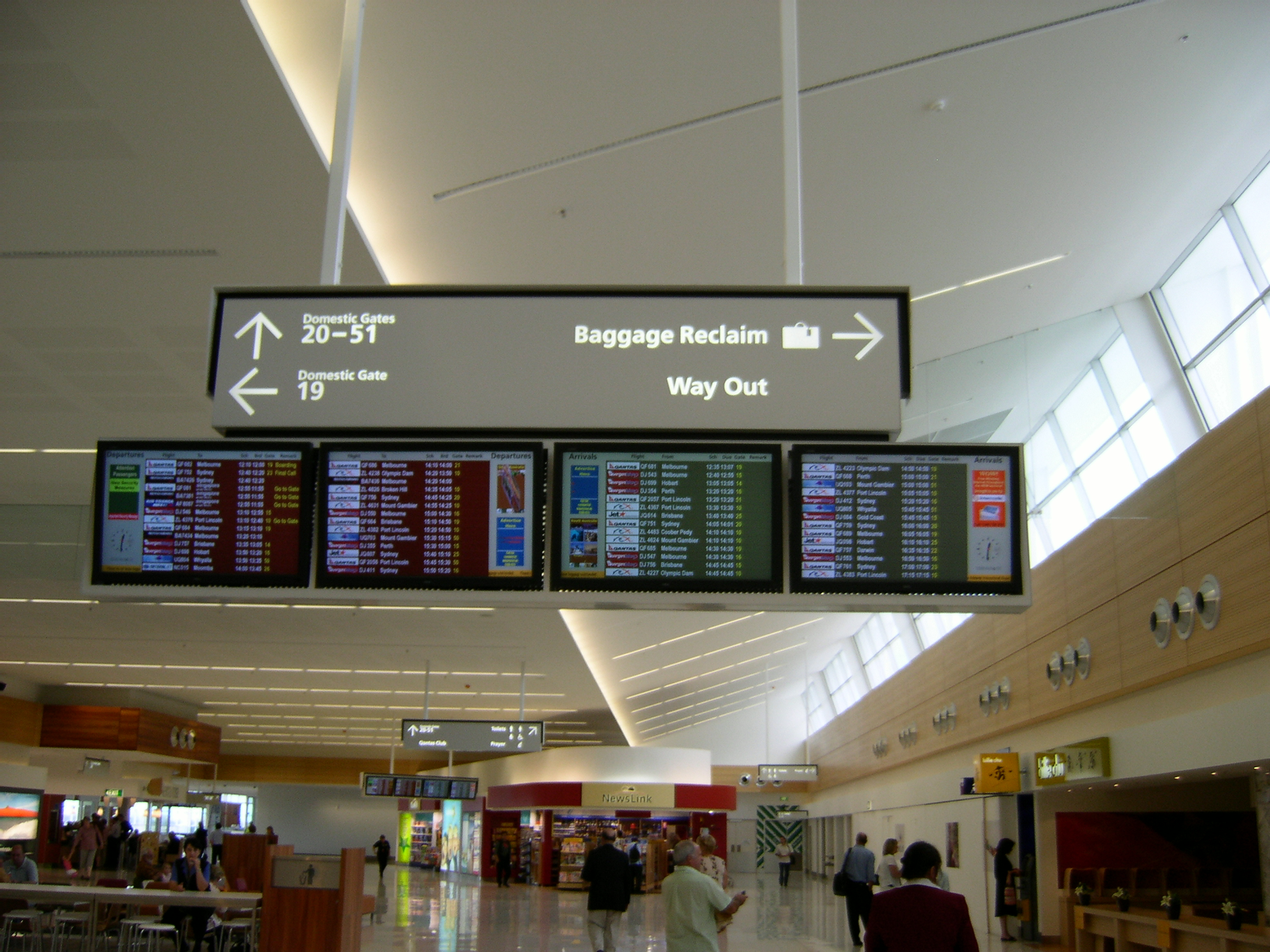
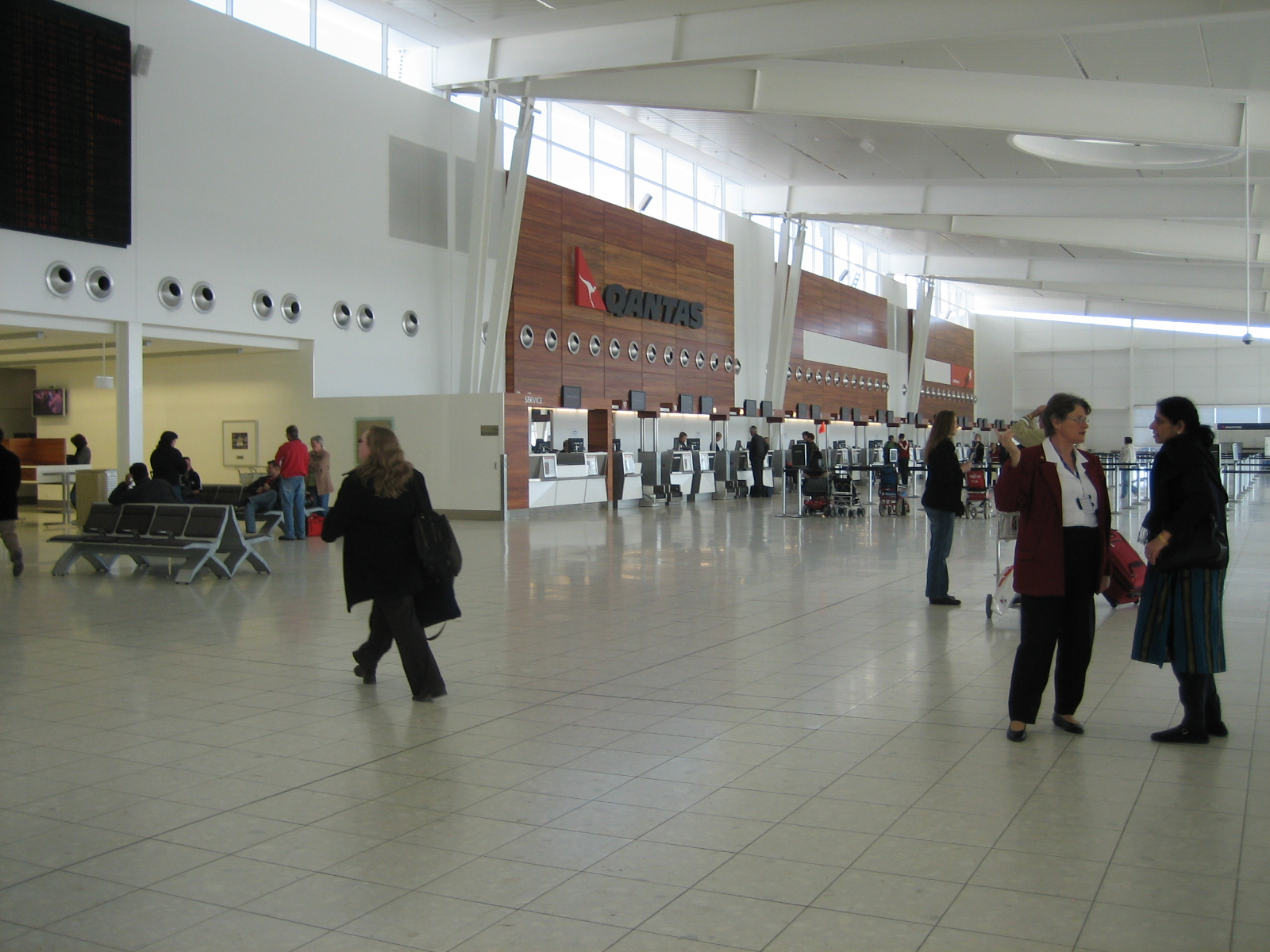